# Études de Bartók
Les Trois Études pour piano, op. 18, Sz. 72, ont été composées en 1918 par Béla Bartók.

## Présentation

### Mouvements
1. Allegro molto
2. Andante sostenuto — Più mosso
3. Rubato — Molto sostenuto — Tempo giusto — Rubato

### Numérotation dans l'œuvre de Bartók
Les Trois Études ont été publiées comme op. 18, numérotation que Bartók abandonne à partir de 1920. Dans le catalogue établi par András Szőllősy, elles sont référencées « Sz. 72 ». Dans la liste des œuvres du compositeur hongrois complétée par László Somfai, elles portent le numéro « BB 81 ».

## Analyse
Pierre Citron place les Études pour piano de 1918 « un peu dans la lancée de la Suite, op.14 ». Ces trois pièces « semblent compléter, à l'intention des classes de virtuosité, les pièces pédagogiques de Pour les enfants ».

### Ouvrages généraux
- Harry Halbreich et François-René Tranchefort (dir.), Guide de la musique de piano et de clavecin : Béla Bartók, Paris, Fayard, coll. « Les Indispensables de la musique », 1987, 869 p. (ISBN 978-2-213-01639-9), p. 78-89

### Monographies
- Pierre Citron, Bartók, Paris, Seuil, coll. « Solfèges », 1963, rééd. 1994, 222 p. (ISBN 978-2-02-018417-5 et 2-02-018417-6)